# Politische Parteien in Vietnam
Die komplizierte Geschichte Vietnams spiegelt sich in der Gründung von 140 Parteien wider, welche seit 1905 existierten und von denen einige die Politik der vietnamesischen Staatsgebilde prägten.

## Parteien der Nguyễn-Dynastie und Französisch-Indochinas 1905–1945
Die seit 1802 herrschende Nguyễn-Dynastie stand in einem Suzeränitätsverhältnis zum Kaiserreich China, das bis zum Ausbruch des Chinesisch-Französischen Kriegs 1884 bestand. Die französische Kolonialmacht teilte Vietnam in verschiedene Territorien und degradierte den Nguyễn-Kaiser zum Herrscher des „Königreichs Annam“. Die ersten Parteien in Französisch-Indochina entstanden ab 1905 mit der Việt Nam Duy Tân Hội, der Vereinigung für die Modernisierung Vietnams. Die Gründer um Phan Bội Châu und Prinz Cường Để verfolgten eine antikolonialistische, restaurative Politik zugunsten des vietnamesischen Kaiserhauses und unterhielten Kontakte zu dem chinesischen Reformer Liang Qichao und dem liberalen japanischen Parteiführer Ōkuma Shigenobu. Weitere 44 Parteien sollten bis 1944 folgen, deren Ziele beispielsweise in der Beseitigung des Kolonialismus, in der Wiederherstellung der kaiserlichen Macht der Nguyễn, im Aufbau eines demokratischen Staates oder im revolutionären Kampf für einen kommunistisch geprägten Staat bestanden. Bedeutend waren die von der chinesischen Guomindang inspirierte Việt Nam Quốc dân Đảng, Nationalpartei Vietnams, die 1930 gegen die französische Kolonialmacht revoltierte und geschlagen wurde sowie im Ausland organisierte Kommunisten um Nguyễn Sinh Cung, der sich den Kampfnamen Hồ Chí Minh zugelegt hatte. Im gleichen Jahr gründeten die Kommunisten die Kommunistische Partei Vietnams. Nachdem im Zweiten Weltkrieg die République française durch die deutsche Besatzung zerschlagen worden war entsandte das japanische Kaiserreich 1940 Truppen in das bisherige französische Kolonialgebiet Vietnam, das allerdings weiter unter französischer Verwaltung der von den deutschen Nationalsozialisten abhängige Vichy-Regierung (État française) stand. Eine in dieser Zeit gegründete Partei, die Việt Nam Quốc gia Độc lập Đảng, Partei der Nationalen Unabhängigkeit Vietnams, kollaborierte mit der japanischen Besatzungsmacht, während andere Parteigründungen jegliche Fremdherrschaft ablehnten.

## Parteien des Kaiserreiches Đại Nam (1945)
Nach der Einnahme von Vichy-Frankreich durch die Alliierten und dem französischen Abzug aus Vietnam veranlasste Japan Bảo Đại am 11. März 1945, die Unabhängigkeit seines Landes zu erklären und ein Kaiserreich Đại Nam, Großvietnam, auszurufen. Seine Kaiserherrschaft unter japanischer Dominanz währte allerdings nur bis zu seinem Rücktritt bei Kriegsende. Die in dieser Zeit gegründeten acht Parteien richteten sich vornehmlich gegen die französische Kolonialpolitik. Aus taktischen Gründen hatten die im Untergrund agierenden Kommunisten den Namen der Kommunistischen Partei Vietnams in Viet Minh geändert, um eine breitere Gefolgschaft zu erlangen.

## Parteien von Nordvietnam (1945–1976)

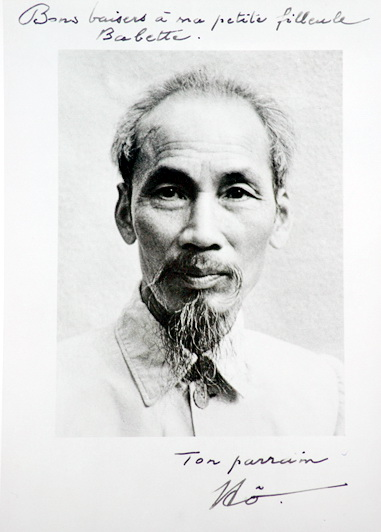
Hồ Chí Minh im Jahre 1946

Die kommunistische Viet Minh dominierten Nordvietnam. Oppositionsgruppen, wie die Đảng Xã hội Việt Nam, Sozialistische Partei Vietnams, eine in Gegnerschaft zur Việt Minh in Cochinchina etablierte Partei wurde zunächst von den Kommunisten bekämpft, die 1947 ihren Gründer Huỳnh Phú Sổ, der zugleich Gründer der buddhistischen Hòa-Hảo-Gemeinschaft war, ermordete. Um eine erneute Kolonialherrschaft zu verhindern, etablierten die Kommunisten nördlich des 16. Breitengrades die Demokratische Republik Vietnam. Die von Hồ Chí Minh geführten Viet Minh löste sich auf und benannte sich 1951 in Đảng lao động Việt Nam, Arbeiterpartei Vietnams, um. Diesen Namen behielt sie bis zur Wiedervereinigung Vietnams und der Umgestaltung in die Sozialistische Republik Vietnam im Jahr 1976 bei. Ihre in Südvietnam kämpfende Tochterpartei, die Nationale Front für die Befreiung Südvietnams errichteten In ihren jeweiligen Machtsphären einen Repressionsapparat, zu denen Verbote kritischer Zeitungen, Einschüchterungen, Verhaftungen, Folter und Hinrichtungen gehörten. Aus diesem Grund flohen beispielsweise verfolgte Katholiken zu Hunderttausenden nach 1954 aus dem kommunistischen Nordvietnam nach Südvietnam. Zudem verübten kommunistische Einheiten 1968 ein Massaker an 4.000 Menschen. Die Nordvietnam unter Führung der Arbeiterpartei Vietnams und ihrer südlichen Alliierten, der Nationalen Front für die Befreiung Südvietnams, behauptete sich sowohl im Ersten als auch im Zweiten Indochinakrieg, das heißt im Vietnamkrieg.

## Parteien in Südvietnam (1945–1949)
In der Zeit der politischen Instabilität des Südens entstanden sieben kleinere Parteien mit monarchistischer, nationalistischer, personalistischer, elitistischer Ausrichtung bzw. eine, welche mit der bisherigen Kolonialmacht Frankreich kooperierte.

## Parteien des Staates Vietnam (1949–1955)
Die französische Kolonialmacht duldete im Süden die Bildung eines Staates Vietnam unter Bảo Đại als Staatsoberhaupt, der zuvor Kaiser war und 1945 abgedankt hatte. Eine Partei, die den Personalismus propagierte und in der Nähe von Premierminister Ngô Đình Diệm stand, war die 1954 gegründete Cần lao Nhân vị Cách Mạng Ðảng, Personalistisch-Revolutionäre Arbeiterpartei, der eine weitere Partei gleicher Ideologie 1955 folgte, nämlich die Phong trào Cách mạng Quốc gia („Nationalrevolutionäre Bewegung“).

## Parteien der Republik Vietnam (1955–1975)

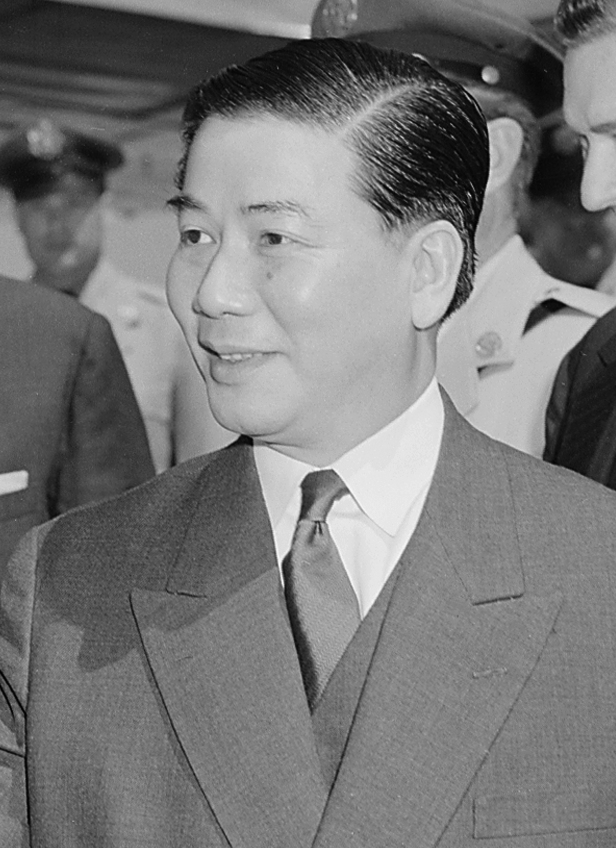
Ngô Đình Diệm

Mit der Entmachtung Bảo Đạis durch seinen Premier Ngô Đình Diệm folgte eine Politik, die sich von Frankreich distanzierte und sich den USA annäherte. 59 Parteien wurden in den zwanzig Jahren der Existenz der Republik Vietnam gegründet. Die große Zahl von Parteien in der Republik Vietnam brachte ihnen keinen nennenswerten Einfluss, da sie entweder von den jeweiligen zivilen bzw. militärischen Machthabern abhängig waren, bedeutungslos blieben oder sich zur Regierung in Fundamentalopposition befanden. Faktoren für eine Destabilisierung waren Nepotismus, Korruption, die Ermordung Ngô Đình Diệms sowie größere militärische Erfolge von Nordvietnam, welche die Parteien schwächte. Neben der dominanten Personalistisch-Revolutionären Arbeiterpartei existierten sozialdemokratische, religiös-philosophische, kommunistische oder radikalsozialistische Parteitypen.

## Parteien der Sozialistischen Republik Vietnam (ab 1976)
Dominierende Partei der Sozialistischen Republik Vietnam ist die Kommunistische Partei Vietnams, die eine Blockpartei, nämlich die Vietnamesische Vaterlandsfront neben sich duldet. Oppositionsparteien sind nicht geduldet und existieren lediglich im Untergrund oder im Exil. Die Kommunistische Partei Vietnam orientiert sich ideologisch am Marxismus-Leninismus sowie an den Gedanken von Hồ Chí Minh. Ihre Organisationsform ist der Demokratische Zentralismus mit einem Generalsekretär an der Spitze. Ähnlich der Kommunistischen Partei Chinas führte die KP unter dem Schlagwort Đổi mới Wirtschaftsreformen durch, ohne das politische System anzutasten.